# 实际货币余额
實際貨幣餘額（Real Balance），又稱作實質貨幣餘額是指貨幣餘額除以物價指數之後所得到的數字。传统的货币数量论以美国经济学家费雪和英国经济学家庇古的货币数量论为代表，庇古效應認為隨著物價水平P的下降，實際貨幣餘額（M/P）增加，消費者會感到富有，並更多地進行支出（消費）。